# День, когда ограбили английский банк
«День, когда ограбили английский банк» (англ. The Day They Robbed The Bank Of England) — кинофильм 1960 года. Экранизация произведения, автор которого — Джон Брофи.

## Сюжет
Боевики Ирландской республиканской армии в 1901 году пытаются ограбить Банк Англии в Лондоне. Деньги нужны для закупки оружия.

## В ролях
- Питер О’Тул
- Альдо Рэй
- Эндрю Кейр - охранник-сержант
- Хью Гриффит
- Майлс Маллесон — помощник куратора